# Stefan Noesen
Stefan Patrick Noesen (* 12. Februar 1993 in Plano, Texas) ist ein US-amerikanischer Eishockeyspieler, der seit Juli 2024 erneut bei den New Jersey Devils aus der National Hockey League unter Vertrag steht und dort auf der Position des rechten Flügelstürmers spielt.

## Karriere
Noesen wurde bei der OHL Priority Selection 2009 an 64. Stelle von den Plymouth Whalers ausgewählt, für die ihm in seiner ersten Saison in den Ontario Hockey League in 33 Spielen acht Punkte gelangen. In der Saison 2010/11 erreichte er mit den Whalers nicht nur das Playoff-Halbfinale, sondern wurde mit 77 Punkten gemeinsam mit Robbie Czarnik bester Scorer seines Teams. Im Anschluss an die Saison wurde Noesen beim NHL Entry Draft 2011 an 21. Stelle von den Ottawa Senators ausgewählt.
Im Juli 2013 wurde er gemeinsam mit Jakob Silfverberg und einem Erstrunden-Wahlrecht im NHL Entry Draft 2014 im Austausch für Bobby Ryan zu den Anaheim Ducks transferiert. Für die Ducks debütierte er während der Saison 2014/15 in der NHL, nachdem er in diesem und dem vorherigen Spieljahr wegen zahlreicher langwieriger Verletzungen nur spärlich zu Einsätzen gekommen war. In der Spielzeit 2015/16 erhielt der Angreifer erstmals mehr Spielzeit bei den Ducks in der NHL, wurde aber, als er im Januar 2017 über den Waiver zurück in die AHL geschickt werden sollte, von den New Jersey Devils verpflichtet. Dort war er in der Folge knapp zweieinhalb Jahre aktiv, ehe sein auslaufender Vertrag im Sommer 2019 nicht verlängert wurde und er sich im Oktober 2019 den Wilkes-Barre/Scranton Penguins aus der AHL anschloss. Knapp zwei Monate später erhielt er auch bei deren NHL-Kooperationspartner einen Vertrag, den Pittsburgh Penguins. Als diese ihn nach sechs NHL-Partien erneut in die AHL schicken wollten, wurde er über den Waiver von den San Jose Sharks verpflichtet.
Im April 2021 wurde Noesen in einem komplexen Tauschgeschäft, das letztlich Nick Foligno zu den Toronto Maple Leafs brachte, ebenfalls von den Maple Leafs verpflichtet. Im Sommer 2021 wechselte der Stürmer als Free Agent zu den Carolina Hurricanes. Mit dem Farmteam der Hurricanes, den Chicago Wolves, gewann er in der Saison 2021/22 die AHL-Playoffs um den Calder Cup. Zudem führte er die Liga in der Hauptrunde mit 48 Treffern an, erhielt somit den Willie Marshall Award und wurde zudem ins AHL First All-Star Team berufen.
Nach drei Jahren in der Organisation der Hurricanes wechselte Noesen im Juli 2024 als Free Agent zurück zu den New Jersey Devils.

## Erfolge und Auszeichnungen
- 2022 Willie Marshall Award
- 2022 AHL First All-Star Team
- 2022 Calder-Cup-Gewinn mit den Chicago Wolves

## Karrierestatistik
Stand: Ende der Saison 2024/25
(Legende zur Spielerstatistik: Sp oder GP = absolvierte Spiele; T oder G = erzielte Tore; V oder A = erzielte Assists; Pkt oder Pts = erzielte Scorerpunkte; SM oder PIM = erhaltene Strafminuten; +/− = Plus/Minus-Bilanz; PP = erzielte Überzahltore; SH = erzielte Unterzahltore; GW = erzielte Siegtore; 1 Play-downs/Relegation; Kursiv: Statistik nicht vollständig)